# Hubert-Salvator de Habsbourg-Toscane
Hubert-Salvator de Habsbourg-Toscane (en allemand : Hubert Salvator von Habsburg-Lothringen), archiduc d'Autriche et prince de Toscane, est né le 30 avril 1894 à Wels, en Autriche-Hongrie, et mort le 24 mars 1971 à Persenbeug-Gottsdorf, en Autriche. Membre de la maison de Habsbourg-Lorraine, c'est un militaire autrichien de la Première Guerre mondiale.

## Famille
Hubert-Salvator est le deuxième fils de François-Salvator de Habsbourg-Toscane (1866-1939), archiduc d'Autriche et prince de Toscane, et de son épouse Marie-Valérie d'Autriche (1868-1924), archiduchesse d'Autriche et princesse de Hongrie. Par son père, il est donc le petit-fils de Charles Salvator de Habsbourg-Toscane (1839-1892), archiduc d'Autriche et prince de Toscane, et de sa femme la princesse Marie-Immaculée de Bourbon-Siciles (1844-1899) tandis que, par sa mère, il a pour grands-parents l'empereur-roi François-Joseph Ier d'Autriche (1830-1916) et l'impératrice-reine Élisabeth en Bavière (1837-1898).
Les 25 et 26 novembre 1926, Hubert-Salvator épouse, civilement puis religieusement, à Anholt, la princesse Rosemary de Salm-Salm (1904-2001), fille du prince héréditaire Emmanuel de Salm-Salm (1871-1916) et de sa femme l'archiduchesse Marie-Christine de Habsbourg-Teschen (1879-1962). De ce mariage naissent treize enfants :
- Frédéric-Salvator de Habsbourg-Toscane (1927-1999), archiduc d'Autriche et prince de Toscane, qui épouse la comtesse Margarete Kálnoky von Köröspatak (1926-2025), dont quatre enfants ;
- Agnès-Christine de Habsbourg-Toscane (1928-2007), archiduchesse d'Autriche et princesse de Toscane, qui s'unit au prince Charles-Alfred de Liechtenstein (1910-1985), dont sept enfants ;
- Marie-Marguerite de Habsbourg-Toscane (1930), archiduchesse d'Autriche et princesse de Toscane, célibataire ;
- Marie-Louise de Habsbourg-Toscane (1931-1999), archiduchesse d'Autriche et princesse de Toscane, célibataire, dont un fils ;
- Marie-Adélaïde de Habsbourg-Toscane (1933-2021), archiduchesse d'Autriche et princesse de Toscane, célibataire ;
- Élisabeth-Mathilde de Habsbourg-Toscane (1935-1998), archiduchesse d'Autriche et princesse de Toscane, qui épouse le prince Henri d'Auersperg-Breunner (1931), dont quatre enfants ;
- André-Salvator de Habsbourg-Toscane (1936), archiduc d'Autriche et prince de Toscane, qui s'unit à Maria de la Piedad Espinosa de los Monteros y Rosillo (1953) puis à la comtesse Valerie Podstatzky-Lichtenstein (1967), dont un fils ;
- Joséphine-Hedwige de Habsbourg-Toscane (1937), archiduchesse d'Autriche et princesse de Toscane, qui épouse le comte Clemens von Waldstein-Wartenberg (1935-1996), dont cinq enfants ;
- Valérie de Habsbourg-Toscane (1941), archiduchesse d'Autriche et princesse de Toscane, qui s'unit au margrave Maximilien de Bade (1933-2022), dont quatre enfants ;
- Marie-Alberta de Habsbourg-Toscane (1944), archiduchesse d'Autriche et princesse de Toscane, qui épouse Alexandre Freiherr von Kottwitz-Erdödy (1943), dont deux filles ;
- Markus de Habsbourg-Toscane (sk) (1946), archiduc d'Autriche et prince de Toscane, gérant de la Kaiservilla à Bad Ischl, qui s'unit à Hilde Jungmayr (1955), dont trois enfants ;
- Jean-Maximilien Salvator de Habsbourg-Toscane (1947), archiduc d'Autriche et prince de Toscane, qui épouse Anne-Marie Stummer (1950), dont trois enfants ;
- Michel-Salvator de Habsbourg-Toscane (1949), archiduc d'Autriche et prince de Toscane, qui s'unit à Eva Antonia von Hofmann (1961), dont une fille.

## Biographie
Deuxième fils de l'archiduc François-Salvator de Habsbourg-Toscane et de sa femme l'archiduchesse Marie-Valérie d'Autriche, Hubert-Salvator est le petit-fils de l'empereur-roi François-Joseph Ier.
Pendant la Première Guerre mondiale, Hubert-Salvator sert comme Oberleutnant et Rittmeister dans le 4e régiment de dragons de l'Empire austro-hongrois. Il participe alors à la guerre de tranchées autour de la Boug et de Doubno. Il sert ensuite comme officier d'ordonnance de la 9e brigade de montagne dans les Dolomites. En 1914, il reçoit l'ordre autrichien de la Toison d'or.
De septembre à novembre 1917, Hubert-Salvator dirige la mission autrichienne en Orient au nom de l'empereur Charles Ier. Avec l'orientaliste Alois Musil, il se rend alors en Asie mineure, en Syrie et en Palestine. Sous couvert d'inspecter les troupes et de maintenir le contact avec les fonctionnaires ottomans, la mission vise en fait à servir le rêve de l'empereur Charles de reprendre le protectorat de la France sur les chrétiens orientaux,. La mission a également pour but de protéger les intérêts de la double monarchie, concurrencée par son alliée l'Allemagne, au sein de l'Empire ottoman. Elle a donc principalement des motivations économiques, culturelles et politiques.
Après avoir tenté d'empêcher la mission de l'archiduc parce qu'il craignait qu'il provoque un conflit avec l'Empire ottoman, l'ambassadeur austro-hongrois à Constantinople Johann von Pallavicini juge finalement positivement son action en Palestine et en Syrie,. De son côté, le Feldmarschall-Leutnant Josef Pomiankowski considère qu'Hubert-Salvator a fait « la meilleure impression en raison de son apparence très sympathique, de son attitude modeste et aimable et de son calme sérieux ».
Après la guerre et la dislocation de l'Empire austro-hongrois, Hubert-Salvator sollicite, en 1919, une dérogation à la loi de Habsbourg afin de rester vivre en Autriche. En 1920, Hubert-Salvator obtient un doctorat en droit de l'université d'Innsbruck. Exclu de l'ordre de la Toison d'or en même temps que son père, l'archiduc y est néanmoins réintégré en novembre 1922.
Par la suite, Hubert-Salvator gère avec succès un important domaine forestier à Persenbeug-Gottsdorf. En 1924, il hérite de sa mère la villa impériale de Bad Ischl. Lors de la période de l'austrofascisme, l'archiduc intègre la Heimwehr et devient Gauführer. Sous le Troisième Reich, l'archiduc subit en revanche les persécutions du régime nazi.
Après la Seconde Guerre mondiale et durant l'occupation de l'Autriche orientale par l'Union soviétique, Hubert-Salvator devient président du comité communautaire de Persenbeug,. Il passe le reste de sa vie au château de Persenbeug, où il meurt en 1971,.

## Honneurs
Frédéric-Salvator de Habsbourg-Toscane est, :
- 1071e chevalier de l'ordre de la Toison d'or d'Autriche (1915) ;
- Chevalier de l'ordre de Saint-Hubert (Bavière) ;
- Chevalier de l'ordre de l'Aigle noir (Prusse) ;
- Chevalier de l'ordre suprême de la Très Sainte Annonciade (Sardaigne).